# Dangerous Woman (album)
Dangerous Woman is het derde studioalbum van de Amerikaanse zangeres Ariana Grande en werd op 20 mei 2016 uitgegeven door Republic Records. Het album bevat ook vocalen van Nicki Minaj, Lil Wayne, Macy Gray en Future. De eerste single van het album, "Dangerous Woman", kwam uit op 11 maart 2016. De tweede single, "Into You" werd uitgebracht op 6 mei 2016.

## Achtergrondinformatie
Grande begon met het opnemen van nummers voor het album na het uitbrengen van haar tweede studioalbum My Everything in 2014. Het nummer "Focus", dat eigenlijk op het album zou staan, kwam op 30 oktober 2015 uit als muziekdownload. Het nummer kwam binnen en piekte op de zevende plek in de Billboard Hot 100. Op 22 januari 2016 was het album voltooid.
Het album zou in principe Moonlight heten. Tijdens de show van Jimmy Kimmel in januari 2016, twijfelde Grande echter over de albumtitel en dat ze waarschijnlijk de titel zou gaan veranderen. Op 22 februari 2016 maakte Grande via Snapchat en Twitter bekend dat het album Dangerous Woman zou gaan heten.

## Uitgave en promotie
Om haar album te promoten, lanceerde Grande een website op 24 februari 2016. Op die website werd wekelijks nieuwe informatie toegevoegd over het album en konden fans diverse merchandise kopen met betrekking tot het album. De officiële albumcover kwam uit op 10 maart 2016 op de website van Grande. Op 12 maart 2016 was Grande te gast bij Saturday Night Live, waar ze twee nummers zong, "Dangerous Woman" en "Be Alright".

## Singles
De oorspronkelijke eerste single "Focus" kwam uit op 30 oktober 2015. Het nummer zou uiteindelijk toch niet de eerste single zijn: het staat zelfs niet op de standaarduitvoering van het album. Het nummer staat echter wel op de Japanse editie van het album als bonustrack.
De uiteindelijke eerste single, "Dangerous Woman", kwam uit op 11 maart 2016, tegelijkertijd met de pre-order van het album in de iTunes Store. Het nummer behaalde een plek binnen de top-10 in de Billboard Hot 100, en werd daarmee Grandes vijfde top-10 hit.
De tweede single, "Into You", kwam uit op 6 mei 2016.
"Side to Side", samen met de Amerikaanse rapper Nicki Minaj, kwam op 30 augustus 2016 uit als de derde single van het album. In de Verenigde Staten kwam het nummer de Billboard Hot 100 binnen op de 31e plaats. 
Op 10 januari 2017 kwam "Everyday" uit, in samenwerking met de Amerikaanse rapper en singer-songwriter Future.

### Promotiesingles
De eerste promotiesingle, "Be Alright", kwam uit op 18 maart 2016. De tweede promotiesingle, "Let Me Love You", samen met Lil Wayne, werd op 16 april 2016 uitgebracht.

## Tracklijst
Dangerous Woman - Standaard editie
| Nr.                  | Titel                             | Schrijver(s)                                                             | Producent(en)                 | Duur |
| -------------------- | --------------------------------- | ------------------------------------------------------------------------ | ----------------------------- | ---- |
| 1.                   | "Moonlight"                       | Ariana Grande, Tommy Brown, Victoria McCants, Peter Lee Johnson          | TB Hits                       | 3:22 |
| 2.                   | "Dangerous Woman"                 | Johan Carlsson, Ross Golan, Max Martin                                   | Martin, Carlsson              | 3:55 |
| 3.                   | "Be Alright"                      | Brown, McCants, Khaled Rohaim, Nicolas Audino, Lewis Hughes, Willie Tafa | Twice as Nice, TB Hits        | 2:59 |
| 4.                   | "Into You"                        | Grande, Martin, Savan Kotecha, Alexander Kronlund, Ilya Salmanzadeh      | Martin, Ilya                  | 4:04 |
| 5.                   | "Side to Side" (met Nicki Minaj)  | Grande, Salmanzadeh, Martin, Onika Minaj, Kronlund, Kotecha              | Martin, Ilya                  | 3:46 |
| 6.                   | "Let Me Love You" (met Lil Wayne) | Grande, Brown, McCants, Steven Franks, Dwayne Carter                     | TB Hits, Mr. Franks           | 3:43 |
| 7.                   | "Greedy"                          | Martin, Kotecha, Kronlund, Salmanzadeh                                   | Martin, Ilya                  | 3:34 |
| 8.                   | "Leave Me Lonely" (met Macy Gray) | Brown, Franks, Thomas Parker Lumpkins, McCants                           | TB Hits, Mr. Franks, Lumpkins | 3:49 |
| 9.                   | "Everyday" (met Future)           | Grande, Kotecha, Salmanzadeh, Nayvadius Wilburn                          | Ilya                          | 3:14 |
| 10.                  | "Bad Decisions"                   | Martin, Kotecha, Salmanzadeh, Peter Svensson                             | Martin, Ilya                  | 3:46 |
| 11.                  | "Thinking Bout You"               | Svensson, Chloe Angelides, Jacob Kasher Hindlin, Mathieu Jomphe Lépine   | Svensson, Billboard           | 3:20 |
| Totale lengte: 39:32 |                                   |                                                                          |                               |      |

Dangerous Woman - Deluxe editie en Noord-Amerikaanse uitvoering (bonustracks)
| Nr.                  | Titel                       | Schrijver(s)                                                     | Producent(en)                 | Duur |
| -------------------- | --------------------------- | ---------------------------------------------------------------- | ----------------------------- | ---- |
| 10.                  | "Sometimes"                 | Grande, Martin, Kotecha, Salmanzadeh                             | Martin, Ilya                  | 3:46 |
| 11.                  | "I Don't Care"              | Grande, Travis Sayles, Franks, Brown, Michael Foster, McCants    | TB Hits, Mr. Franks, Travesty | 2:58 |
| 12.                  | "Bad Decisions"             | Martin, Kotecha, Salmanzadeh, Peter Svensson                     | Martin, Ilya                  | 3:46 |
| 13.                  | "Touch It"                  | Martin, Kotecha, Svensson, Ali Payami                            | Martin, Payami                | 4:20 |
| 14.                  | "Knew Better / Forever Boy" | Grande, Franks, McCants, Foster, Ryan Tedder, Brown              | TB Hits, Mr. Franks, Tedder   | 4:59 |
| 15.                  | "Thinking Bout You"         | Svensson, Angelides, Jacob Kasher Hindlin, Mathieu Jomphe Lépine | Svensson, Billboard           | 3:20 |
| Totale lengte: 55:35 |                             |                                                                  |                               |      |

Dangerous Woman - Japanse editie
| Nr.                  | Titel   | Schrijver(s)                    | Producent(en) | Duur |
| -------------------- | ------- | ------------------------------- | ------------- | ---- |
| 16.                  | "Focus" | Grande, Kotecha, Svensson, Ilya | Martin, Ilya  | 3:31 |
| Totale lengte: 59:05 |         |                                 |               |      |

## Releasedata
| Land       | Releasedatum | Versie                         | Formaat            | Label               |
| ---------- | ------------ | ------------------------------ | ------------------ | ------------------- |
| Wereldwijd | 20 mei 2016  | Standaard-editie Deluxe editie | Cd, muziekdownload | Republic, Universal |